# Waxeneck (Dorfen)
Waxeneck ist ein Gemeindeteil der Stadt Dorfen im oberbayerischen Landkreis Erding.

## Lage
Die Einöde Waxeneck liegt auf der Gemarkung Zeilhofen, 3,8 Kilometer nordwestlich von Dorfen. 

## Bevölkerungsentwicklung
Um 1871 gab es in Waxeneck sechs Einwohner. Im Mai 1987 lebten dort nach kleinen Schwankungen der Bevölkerungszahl wieder sechs Einwohner in einem Wohngebäude.
| Jahr      | 1871 | 1925 | 1950 | 1970 | 1987 |
| Einwohner | 6    | 7    | 7    | 3    | 6    |